# 베니 맥키너니
버니 매키너니(Bernie McInerney, 1936년 12월 4일 ~ )는 미국의 배우이다.
윌밍턴에서 태어났다.

## 출연 작품
- 폴 블라트 - 몰 캅 (2009년)
- 피스톨 휩트 (2008년)
- 댄 인 러브 (2007년)
- 그레이트 뉴 원더풀 (2005년)
- 듀안 홉우드 (2005년)
- 내 가족에 관한 것 (2005년) - 미스터 해리슨 역
- 노라 (2003년)
- 아카데미 보이즈 (1997년)
- 피스메이커 (1997년)
- 대통령의 연인 (1995년)
- 슬리버 (1993년)
- 이별 없는 아침 (1989년)
- 대리 집행 (1988년)
- 의혹의 밤 (1987년) - 월터 역
- 탐정 스펜서 (1985년)
- 내츄럴 (1984년)

### 텔레비전
- 원 라이프 투 리브 (1968년)
- 법과 질서 (1990년)
- 애즈 더 월드 턴즈 (1956년)